# Orlovdiamanten

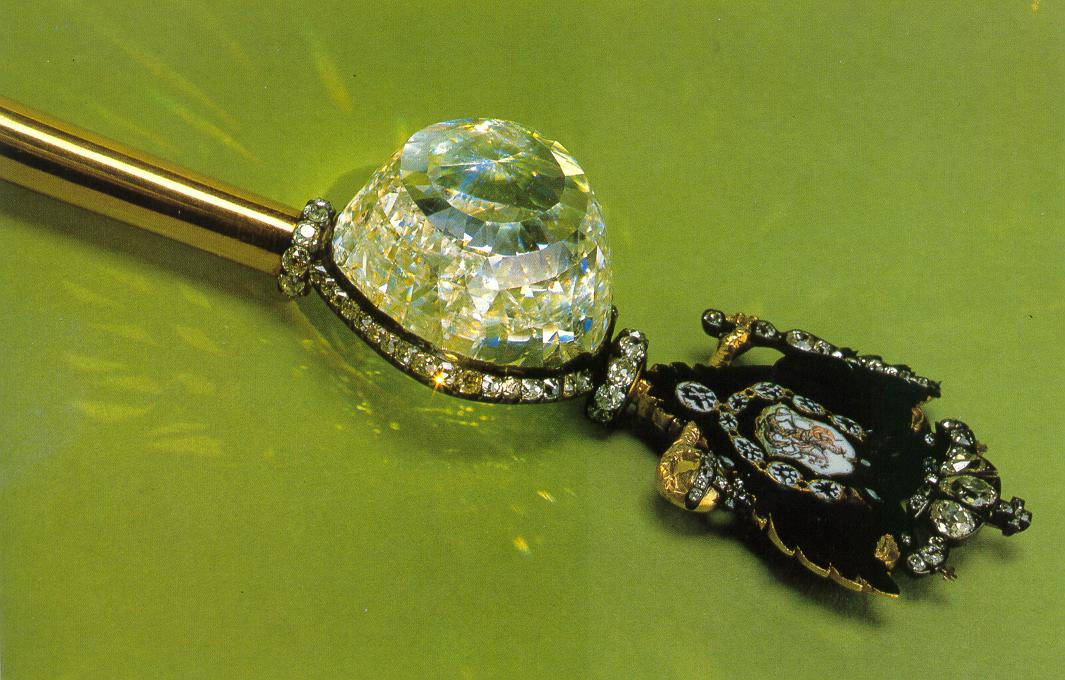
Orlovdiamanten i den ryska kejserliga spiran.

Orlovdiamanten (även kallad Stormogul eller Stormoguldiamanten), är en rosenstensslipad indisk diamant som väger cirka 200 carat. Vid upphittandet i Golkondaområdet 1680 vägde den cirka 400 carat. Den tillhörde stormogulens påfågelstron, men stals 1737 efter stridigheter i Delhi. Den köptes på 1770-talet av Katarina II:s älskare Grigorij Orlov, vilken skänkte den till henne, varpå hon lät infatta den i sin spira. Den finns nu i skattkammarsamlingen i Kreml, Moskva.

## Bilder

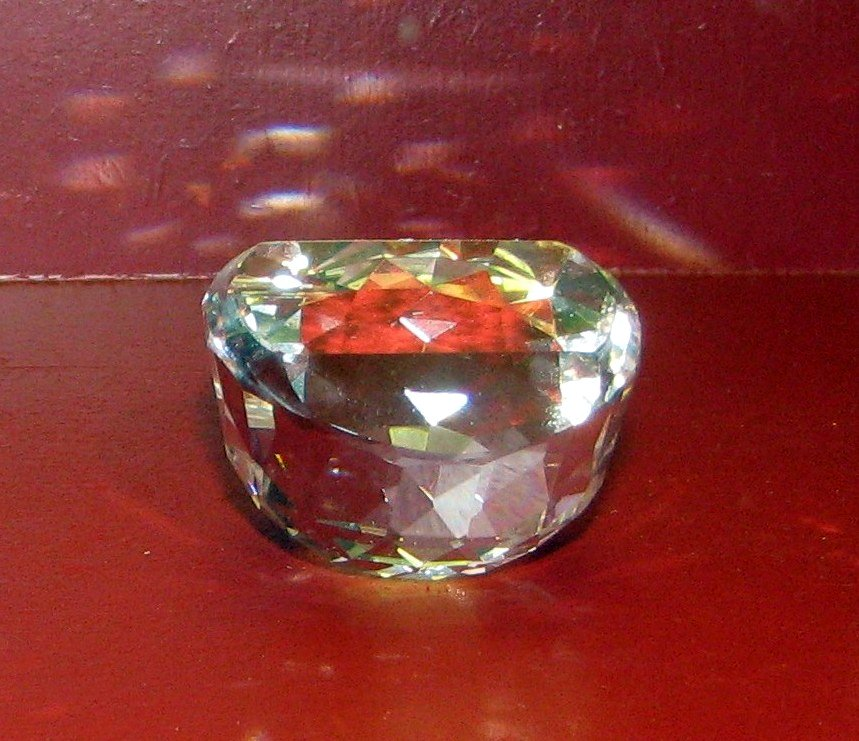
Kopia av Orlovdiamanten